# Цинкат натрия
Цинкат натрия — неорганическое соединение,
комплексный оксид металлов натрия и цинка 
с формулой Na2ZnO2,
бесцветные кристаллы,
растворяется в воде,
образует кристаллогидраты.

## Получение
- Растворение гидроксида цинка в растворе едкого натра:

{\displaystyle {\ce {Zn(OH)2 + 2 NaOH -> Na2[Zn(OH)4]}}}
с последующим нагреванием:
{\displaystyle {\ce {Na_2[Zn(OH)4] ->[T] Na2ZnO2 + 2H2O}}}
- Взаимодействие гидроксида цинка с  натрием:

{\displaystyle {\ce {Zn(OH)_2 + 2Na -> Na_2ZnO_2 + H_2 ^}}}
- Сплавление оксида или гидроксида цинка и едкого натра:

{\displaystyle {\ce {ZnO + 2NaOH ->[T] Na2ZnO2 + H2O}}}
{\displaystyle {\ce {Zn(OH)2 + 2NaOH ->[T] Na2ZnO2 + 2H2O}}}

## Физические свойства
Цинкат натрия образует бесцветные кристаллы.
Растворяется в воде.
Образует кристаллогидрат состава Na2ZnO2•4H2O.